# اتحادیه کوشخالی
اتحادیه کوشخالی (به لاتین: Kushkhali Union) یک منطقهٔ مسکونی در بنگلادش است که در Satkhira Sadar Upazila واقع شده‌است.